# Wolfgang Bauer (Trompeter)
Wolfgang Bauer (* 1965 in Heilbronn) ist ein deutscher Solo-Trompeter im Bereich der klassischen Musik und Professor an der Hochschule für Musik und Darstellende Kunst Stuttgart.

## Leben
Der Sohn eines Kinderarztes studierte Trompete unter anderem an der Orchester-Akademie der Berliner Philharmoniker bei Konradin Groth. Weitere intensive Studien verbinden ihn mit Edward H. Tarr und Lutz Köhler.
Als Preisträger mehrerer internationaler Wettbewerbe – er gewann unter anderem den Internationalen Musikwettbewerb der ARD in München und den Deutschen Musikwettbewerb – und nach langjähriger Tätigkeit als Solotrompeter renommierter Orchester wie dem Radio-Sinfonie-Orchester Frankfurt und dem Symphonieorchester des Bayerischen Rundfunks zählt er heute zu den führenden Trompetern seiner Generation in Europa.
Bauer reiste als Solist, Orchester- und Kammermusiker nach Nord- und Südamerika, Japan, China, Korea und durch weite Teile Europas und gastierte bei zahlreichen renommierten Musikfestivals wie dem Kissinger Sommer und den Ludwigsburger Schlossfestspielen.
Als passionierter Kammermusiker war er Mitbegründer des Blechbläserensembles hr-Brass und rief sein eigenes Barock-Ensemble, das Wolfgang Bauer Consort, ins Leben, mit dem er auch beim Schleswig-Holstein Musik Festival und dem Rheingau Musik Festival gastierte. 
Er hat an mehr als 50 CD-Produktionen mitgewirkt, davon zehn als Solist und acht als Kammermusiker.
Wolfgang Bauer trat als Solist mit namhaften Orchestern wie dem Royal Philharmonic Orchestra London, dem Orchestre National de France, dem London Philharmonic Orchestra, dem Radio-Sinfonieorchester Stuttgart des SWR, dem hr-Sinfonieorchester Frankfurt, dem WDR Sinfonieorchester Köln und dem Symphonieorchester des Bayerischen Rundfunks München auf, zusammen mit Dirigenten wie Lorin Maazel, Lawrence Foster, Donald Runnicles und Eliahu Inbal. Uraufführungen bzw. europäische und deutsche Erstaufführungen von Bernhard Krol, Wolfgang Rihm, Shigeaki Saegusa, David Sawer, Rodion Schtschedrin und Frank Ticheli unterstreichen seine instrumentalen Fähigkeiten.
Er leitete zwei Jahre die Trompetenklasse an der Musikhochschule Basel. Seit 2000 ist er Professor an der Hochschule für Musik und Darstellende Kunst in Stuttgart. Zu seinen Schülern zählen Jörge Becker und Marc Bühler.

## Diskografie
Wolfgang Bauer hat zahlreiche Solo- und Kammermusikaufnahmen veröffentlicht. Sein Repertoire reicht von barocker Literatur bis zu Werken des 20. Jahrhunderts.

### Soloaufnahmen
- Trompetenkonzerte von Joseph und Michael Haydn, Württembergisches Kammerorchester Heilbronn, Leitung: Ruben Gazarian. MDG, 2006. Discogs
- Trompetenkonzerte von Johann Wilhelm Hertel, Württembergisches Kammerorchester Heilbronn, Leitung: Wolfgang Bauer. MDG, 2008. Discogs
- Werke von Hummel, Enescu, Krol, Henderson, von Grunelius, mit Markus Becker (Klavier), Radio-Sinfonie-Orchester Frankfurt, Leitung: Dmitrij Kitajenko. Ars Musici. DNB
- Concerti à Clarino Solo (Werke von Zahn, Riepel, Stamitz, Richter), mit Camerata Fulda. Koch Schwan, 1997. Discogs
- Dmitri Schostakowitsch: Klavierkonzert Nr. 1, mit Evgeni Mursky (Klavier), arcata Kammerorchester, Leitung: Patrick Strub. Hänssler Classic. Discogs

### Kammermusik und Ensembles
- Brandt & Böhme: Werke für Trompete und Klavier, Blechbläsersextett und Trompetenquartett, mit Oliver Triendl (Klavier), Ensemble Wolfgang Bauer. MDG.
- Musique Baroque à la Cour Royale, Wolfgang Bauer Consort. K&K Verlagsanstalt. Discogs
- Musique Baroque de Telemann, Wolfgang Bauer Consort. K&K Verlagsanstalt. Discogs
- Der Froschkönig (Musikmärchen), mit Samuel Weiss (Sprecher), Wolfgang Bauer Consort. Edition See-Igel. see-igel
- CITY BRASS Stuttgart – Live, Werke von Schnyder, Suppé, Strauss u. a. Coviello Classics. jpc
- Martinu: Kammermusik, Ensemble Villa Musica. MDG. Discogs
- Strawinsky: L’Histoire du Soldat, mit Lorin Maazel u. a. BMG Classics. Discogs

### Mitwirkung bei hr-brass (Auswahl)
- Gershwin, Bernstein, mit Jiggs Whigham. Capriccio. Discogs
- Giovanni Gabrieli: Venezianische Mehrchörigkeit, mit Edward H. Tarr. Capriccio. Discogs
- Entmilitarisierte Zonen – Märsche, Leitung: Lutz Köhler. Capriccio. Discogs
- Peter und der Wolf / Karneval der Tiere, Leitung: Lutz Köhler. Capriccio.
- hr-brass – Bach, Händel, Copland, Capriccio. Discogs

### Orchesteraufnahmen (Auswahl)
- Bruckner: Sinfonie Nr. 7, Berliner Philharmoniker, Leitung: Günter Wand. BMG. Discogs
- Beethoven: Sinfonien Nr. 7 & 8, Radio-Sinfonieorchester Stuttgart, Leitung: Roger Norrington. Hänssler Classic.
- Mahler: Sinfonie Nr. 10 (Rekonstruktion Cooke), Radio-Sinfonieorchester Frankfurt, Leitung: Eliahu Inbal. Denon. Discogs

## Presse
„Wolfgang Bauer sucht den gewissermaßen menschlichen Ton, innig ausdrucksstark, modulationsfähig. Transparent im Klang, beweglich und leicht, gelingt dem Ensemble eine überzeugende Verbindung von herkömmlichem Instrumentarium und historisierendem Vortragsstil.“